# Acauloplacella oceanica
Acauloplacella oceanica är en insektsart som först beskrevs av Francois Jules Pictet de la Rive och Henri Saussure 1892.  Acauloplacella oceanica ingår i släktet Acauloplacella och familjen vårtbitare. Inga underarter finns listade i Catalogue of Life.